# Maurizio Lastrico
Maurizio Lastrico (Genova, 31 marzo 1979) è un attore, comico e cabarettista italiano.

## Biografia
Nato a Genova, cresce a Manesseno (frazione del comune di Sant'Olcese) solo con la madre dato che il padre, dopo la separazione, decide di abbandonarlo non avendo ottenuto l'affidamento salvo poi cercare Maurizio, senza successo, negli anni della sua adolescenza. Riesce a superare quella difficile situazione anche grazie al centro aggregativo del paese dove viene aiutato e dove a sua volta farà poi l'educatore. Nel 1998 si diploma a Genova come operatore turistico e nello stesso anno vince il premio per la miglior sceneggiatura del cortometraggio Molto piacere, sono io, nell'ambito del concorso "Cine in Città" indetto dal comune di Genova.
Si diploma nel 2006 presso la scuola del Teatro Stabile di Genova lavorando in produzioni dello stesso. All'attività di attore teatrale affianca quella di comico e cabarettista esordendo sulle emittenti nazionali nel 2007, nella quarta stagione della sitcom Camera Café, con il personaggio de "il catatonico". Appare anche in una puntata de Il capitano 2, su Rai 2, nella prima parte dell'episodio intitolato Operazione Sant'Isidro.
Nel 2009 partecipa a Zelig Off, su Canale 5, viene presentato come il comico numero 100 della trasmissione e propone una particolare rivisitazione della Divina Commedia, narrando episodi di vita quotidiana in  versi endecasillabi in rima, emulando le terzine utilizzate da Dante Alighieri nel suo celebre poema. Nello stesso anno fa parte del cast della trasmissione Grazie al cielo sei qui, su LA7. Partecipa inoltre alla trasmissione BravoGrazie, su Rai 2 e a Piloti, sempre su Rai 2. Collabora con la radio de Il Secolo XIX, Radio 19.
Nel gennaio 2010 debutta in prima serata a Zelig, presentando ancora una volta sketch recitati in stile dantesco, che diventeranno il suo stile di performance più distintivo nello stesso show in futuro. Nell'estate 2010 porta in tournée il suo spettacolo di cabaret Quando fai qualcosa in giro dimmelo, che si conclude nei primi mesi del 2011. Torna a far parte del cast di Zelig anche nelle edizioni del 2011, del 2012 e del gennaio 2013. Debutta inoltre il suo nuovo spettacolo teatrale Facciamo che io ero io, prodotto da Bananas srl, con la regia di Gioele Dix. In seguito ha un cameo in Sole a catinelle, film con Checco Zalone, diretto da Gennaro Nunziante.
Dal 2015 interpreta il ruolo di Elia nella serie televisiva Tutto può succedere.
Il 10 gennaio 2017 debutta nel programma diMartedì, condotto da Giovanni Floris, su LA7, sostituendo Maurizio Crozza. Dal 2018 al 2024 Lastrico è un componente del cast principale della longeva serie televisiva Don Matteo, interpretando il ruolo del pubblico ministero Marco Nardi, ed entra a far parte del cast del programma televisivo Le Iene, con il monologo finale, che chiude la puntata, intitolato Pregiudizio Universale.
Nel 2019 fa parte del cast dello sceneggiato Rai Io sono Mia, nel ruolo di Andrea ed è uno dei personaggi principali nella serie Made in Italy.
Nel 2021 è il protagonista degli spot televisivi del Festival di Sanremo e della Regione Liguria per la regia di Fausto Brizzi. Nello stesso anno torna a Zelig e partecipa, come intervistato, al cortometraggio "Lettera a Faber", del poeta e regista Christian Olcese. Il 4 febbraio 2022 è ospite al Festival di Sanremo, dove fa uno sketch con la co-conduttrice Maria Chiara Giannetta, sua compagna di recitazione anche sul set di Don Matteo. 
L'8 agosto 2022 esce, in streaming su Amazon Prime Video, Il metodo StanisLastrico, il suo speciale registrato al Teatro Sociale di Camogli.
Nel 2023 è nuovamente protagonista degli spot promozionali del Festival di Sanremo diretti da Fausto Brizzi  e delle serie Call My Agent - Italia e Non ci resta che il crimine - La serie su Sky oltreché Sei donne - Il mistero di Leila, su Rai 1. Inizia il 2024 prendendo parte a LOL su Prime Video e interpretando Giuseppe Garibaldi nella miniserie Mameli - Il ragazzo che sognò l'Italia. Nel corso del 2025 invece torna a Zelig e recita nei film FolleMente e Tutta colpa del rock e nelle serie Miss Fallaci e Maschi veri.

## Teatro

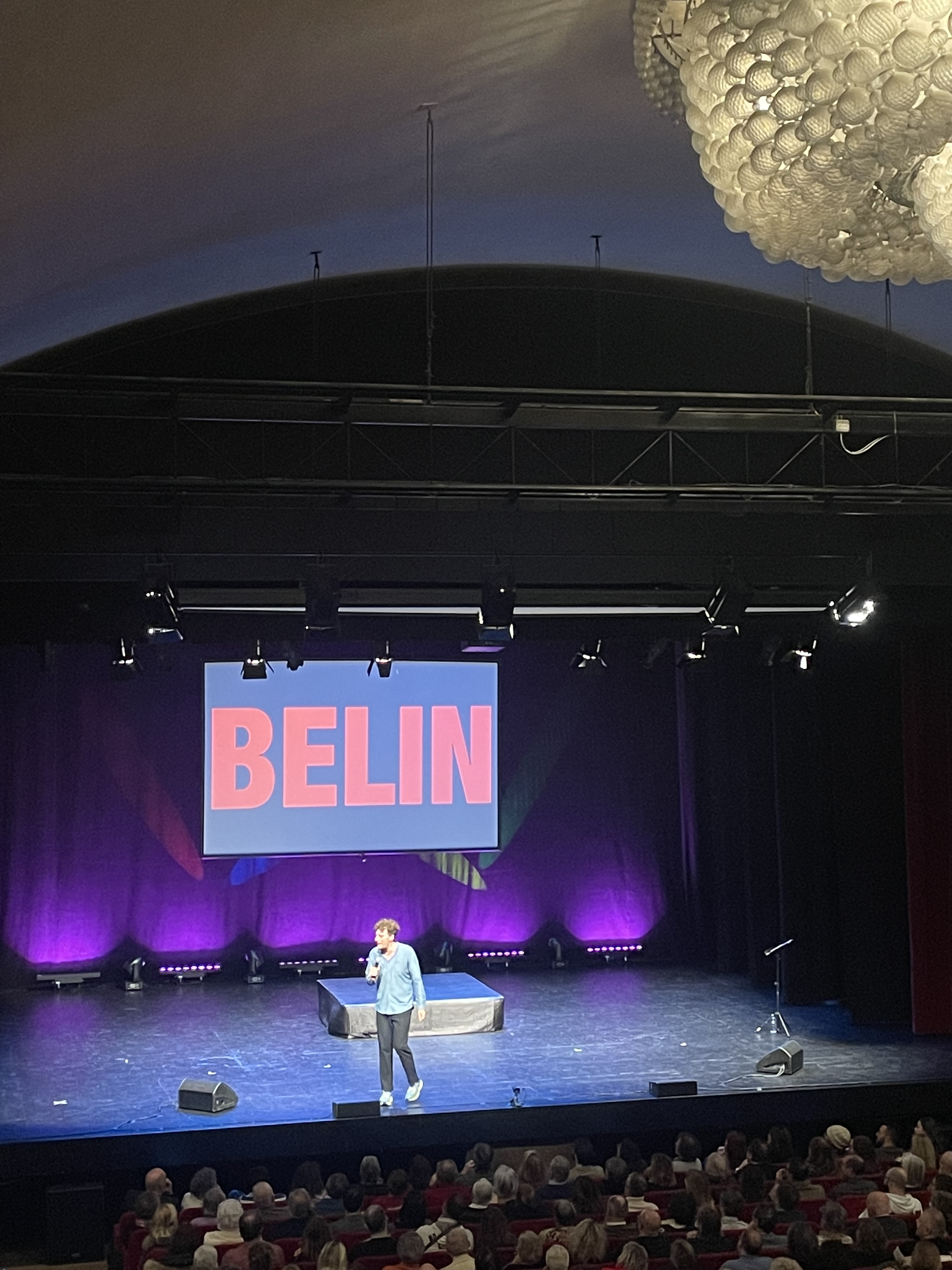
Lastrico in scena al Politeama Genovese nel 2024

- Una serata con Feydeau (regia di Messeri), 2005
- L'allegro diavolo di Edmonton di anonimo elisabettiano (regia di Messeri), 2006
- L'eccezione e la regola di Brecht (regia di Fusetti, Pasino), 2006
- Enrico V di Shakespeare (regia di Mesciulam), 2006
- Romeo e Giulietta di Shakespeare (regia di Ghelardi), 2006
- Tutto è bene quel che finisce bene di Shakespeare (regia di Giordana, Pasino), 2006
- Un posto luminoso chiamato giorno di Kushner (regia di Mesciulam), 2006
- Mercator di Plauto (regia di Marco Sciaccaluga e Mesciulam), 2006
- Antigone di Sofocle (regia di Orlando, Pannelli), 2007
- Anfitrione di Molière (regia di Zavatteri), 2007
- La bisbetica domata di Shakespeare (regia di Giusta), 2007
- Svet. La luce splende nelle tenebre di Tolstoj (regia di Marco Sciaccaluga), 2007
- Re Lear di Shakespeare (regia di Marco Sciaccaluga), 2008
- The Unseen di Wright (regia di Pipino), 2008
- Tre stelle sopra il baldacchino di Zochow (regia di Giusta), 2008
- Il castello da Kafka (regia di Mesciulam), 2008
- Dopo il terremoto da Murakami Haruki (regia di Carlo Sciaccaluga), 2009
- La bottega del caffè di Goldoni (regia di Zavatteri), 2009
- Bianco di Mihanovic (regia di Carlo Sciaccaluga), 2010
- Quando fai qualcosa in giro dimmelo, 2010
- Moscheta di Ruzante (regia di Marco Sciaccaluga), 2011
- Sogno di una notte di mezza estate di William Shakespeare (regia di Gioele Dix), 2012
- Facciamo che io ero io di Maurizio Lastrico (regia di Gioele Dix), 2013
- Il bugiardo di Goldoni (regia di Valerio Binasco), 2014
- Nel mezzo del casin di nostra vita di Maurizio Lastrico, 2019
- Lasciate ogni menata voi che entrate di Maurizio Lastrico, dal 2022
- Back to Zena di Maurizio Lastrico, 2022-2023
- A casa per le feste di Maurizio Lastrico e Andrea Possa, con Andrea Di Marco e Andrea Possa, 2023-2024
- Sul lastrico di Maurizio Lastrico, 2024-2025

## Filmografia

### Cinema
- Sole a catinelle, regia di Gennaro Nunziante (2013)
- Extreme Jukebox di Alberto Bogo (2013)
- La felicità è un sistema complesso, regia di Gianni Zanasi (2015)
- Io sono Mia, regia di Riccardo Donna (2019)
- America Latina, regia di Damiano e Fabio D'Innocenzo (2021)
- Follemente, regia di Paolo Genovese (2025)
- Tutta colpa del rock, regia di Andrea Jublin (2025)

### Cortometraggi
- Lettera a Faber, regia di Christian Olcese (2021)

### Televisione
- Camera Café - quarta stagione, episodio 119 - Catatonico.
- Il capitano – serie TV, episodio 2x05 (2007)
- Le due leggi, regia di Luciano Manuzzi – miniserie TV (2014)
- Tutto può succedere – serie TV (2015-2018)
- Don Matteo – serie TV (2018-2024)
- Made in Italy – serie TV (2019)
- Il processo - serie TV (2019)
- Fedeltà, regia di Andrea Molaioli, Stefano Cipani – miniserie TV (2022)
- Il metodo StanisLastrico – speciale su Prime Video (2022)
- Call My Agent - Italia – serie TV (2023-in corso)
- Sei donne - Il mistero di Leila – serie TV (2023)
- Non ci resta che il crimine - La serie – serie TV (2023)
- LOL - Chi ride è fuori – programma TV, Prime Video (2024)
- Mameli - Il ragazzo che sognò l'Italia, regia di Luca Lucini e Ago Panini – miniserie TV, episodi 3-4 (2024)
- Miss Fallaci – serie TV (2025)
- Maschi veri – serie TV (2025)

## Videoclip
- Sembro matto, regia di Cosimo Alemà - Max Pezzali (2020)

## Pubblicità
- Spot Festival di Sanremo (2021, 2023)
- Spot promozionale Regione Liguria (2021)
- Aceto Ponti (2022-2025)